# Gorgone interlineata
Gorgone interlineata är en fjärilsart som beskrevs av Walker 1865. Gorgone interlineata ingår i släktet Gorgone och familjen nattflyn. Inga underarter finns listade i Catalogue of Life.